# 武昌工学院
武昌工学院原为武汉工业学院下设的民办独立学院，武汉工业学院工商学院，其始创于2002年。后经中华人民共和国教育部批准，2012年独立，独立后改制为全日制普通本科高校并改为现名。